# Ischnura haemastigma
Ischnura haemastigma – gatunek ważki z rodziny łątkowatych (Coenagrionidae).